# 等々力 (川崎市)
等々力（とどろき）は、神奈川県川崎市中原区の町名。丁目のない単独現行行政地名。住居表示実施済区域。
多摩川を挟んで対岸の東京都世田谷区にも等々力という地名が現存し、両者は明治末期までひとつの大字であった（後述）。

## 地理
中原区の北部に位置し、多摩川に面している。域内には等々力緑地が広がっており、その中には、川崎フロンターレのホームスタジアムとなっている等々力陸上競技場や川崎市とどろきアリーナなどの施設が所在している。
等々力は北端で多摩川を挟んで東京都の世田谷区玉堤・大田区田園調布と、南東端で小杉陣屋町・小杉御殿町と、西端で宮内と接している（特記のない町域は神奈川県川崎市中原区）。

## 歴史
当地は、もともと多摩川の流れが南に屈曲していたところに張り出した、荏原郡等々力村に属する半島状の土地であったが、洪水や多摩川の付け替えが行われた結果、対岸の飛び地となった。宝暦12年（1762年）の小杉村絵図にも、現在の川崎側の等々力の南側を、多摩川の本流から分流して蛇行した流路が「古川」として描かれている。江戸時代には旧河道の土地をめぐり等々力村と小杉村で争いとなり、宮内村が立ちあって境界が定められ、幕府側でのその裁決の文書には大岡越前守の名も残っている。明治末期に、多摩川に沿って府県境が引き直され、当地は神奈川県橘樹郡中原村へと編入された。
大正末期、多摩川に堤防が築かれた後には当初は酪農なども行われた。その後当地が旧河道で大量の砂利が埋もれており東京横浜電鉄によって陸地からの採掘が行われ、「七つが池」と呼ばれる池ができた。昭和30年代にはその七つが池も埋め立てられ住宅地となっていったが、それと並行する形で等々力緑地の整備も進んでいき、現在見るような都市公園となっていった。なお、等々力緑地内に現在も残る釣池は、「七つが池」のうちの五号池が残ったものである。

### 地名の由来
対岸にある谷沢川が多摩川と合流する地点、あるいは谷沢川の途中にある不動の滝での水の轟音が由来と考えられている。戦国時代の文献には「とどろ木」や「兎々呂城」の形で残り、江戸時代に「等々力」の字が当てられた。

### 沿革
- 1551年（天文20年） - 吉良頼康判物に「とどろ木」の形で見える。
- 1717年（享保2年） - 小杉村との間に境界争いが起き、宮内村の立ち会いで解決させる。
- 1725年（享保10年） - 田中休愚により多摩川の瀬替えが行われ[7]、当地は多摩川の対岸にある飛び地となった。
- 1889年（明治22年） - 町村制の施行により玉川村が成立。当地は東京府荏原郡玉川村大字等々力字向河原、字立返となる[7]。
- 1912年（明治45年） - 府県境が多摩川で引き直され、当地は神奈川県橘樹郡中原村大字等々力字向河原、字立返となった。
- 1923年（大正12年） - 関東大震災が発生。復興の建設ラッシュに合わせ、多摩川の砂利が採掘されていった。
- 1925年（大正14年） - 中原村と住吉村の大半が合併して、中原町を新設。当地は中原町大字等々力字向河原、字立返となった。
- 1932年（昭和7年） - 中原町が川崎市に編入される。当地は川崎市大字等々力字向河原、字立返となる。
- 1936年（昭和11年） - 二子橋以南（当地を含む）の河原からの砂利採掘が禁止される。当地では陸掘が行われ、「七つが池」ができた。
- 1959年（昭和34年） - 当地に水道が開通する。また、等々力町内会が成立する。
- 1966年（昭和41年） - 等々力陸上競技場が開場。
- 1972年（昭和47年） - 川崎市が政令指定都市に移行。当地は川崎市中原区大字等々力字向河原、字立返となる。
- 1988年（昭和63年） - 川崎市市民ミュージアムがオープン。
- 1992年（平成4年） - Jリーグが開幕。ヴェルディ川崎が等々力陸上競技場をホームスタジアムとして参入（2001年に東京都へ移転）。
- 1994年（平成6年）10月17日 - 住居表示が実施され、川崎市中原区等々力となる[6]。
- 1995年（平成7年） - 川崎市とどろきアリーナがオープン。
- 1999年（平成11年） - 等々力陸上競技場をホームスタジアムとして川崎フロンターレがJ2に参入。

### 町域の新旧対照
等々力は、1994年10月17日に住居表示が実施されているが、その際に宮内字中河原耕地・字下河原耕地、小杉字堤外も等々力に編入されている。

## 世帯数と人口
2025年（令和7年）6月30日現在（川崎市発表）の世帯数と人口は以下の通りである。
| 町丁   | 世帯数  | 人口  |
| ------ | ------- | ----- |
| 等々力 | 206世帯 | 399人 |

### 人口の変遷
国勢調査による人口の推移。
| 年                 | 人口 |
| ------------------ | ---- |
| 1995年（平成7年）  | 485  |
| 2000年（平成12年） | 507  |
| 2005年（平成17年） | 491  |
| 2010年（平成22年） | 451  |
| 2015年（平成27年） | 425  |
| 2020年（令和2年）  | 412  |

### 世帯数の変遷
国勢調査による世帯数の推移。
| 年                 | 世帯数 |
| ------------------ | ------ |
| 1995年（平成7年）  | 198    |
| 2000年（平成12年） | 232    |
| 2005年（平成17年） | 263    |
| 2010年（平成22年） | 249    |
| 2015年（平成27年） | 220    |
| 2020年（令和2年）  | 212    |

## 学区
市立小・中学校に通う場合、学区は以下の通りとなる（2022年3月時点）。
| 番・番地等               | 小学校               | 中学校             |
| ------------------------ | -------------------- | ------------------ |
| 1番1号 19番～20番1号     | 川崎市立西丸子小学校 | 川崎市立中原中学校 |
| 1番2号～3番 6番1号～18番 | 川崎市立中原小学校   | 川崎市立宮内中学校 |
| 4〜5番                   | 川崎市立宮内小学校   | 川崎市立宮内中学校 |

## 事業所
2021年（令和3年）現在の経済センサス調査による事業所数と従業員数は以下の通りである。
| 町丁   | 事業所数 | 従業員数 |
| ------ | -------- | -------- |
| 等々力 | 45事業所 | 313人    |

### 事業者数の変遷
経済センサスによる事業所数の推移。
| 年                 | 事業者数 |
| ------------------ | -------- |
| 2016年（平成28年） | 55       |
| 2021年（令和3年）  | 45       |

### 従業員数の変遷
経済センサスによる従業員数の推移。
| 年                 | 従業員数 |
| ------------------ | -------- |
| 2016年（平成28年） | 302      |
| 2021年（令和3年）  | 313      |

## 交通

### 鉄道
2018年現在、当地に鉄道は存在しない。川崎縦貫高速鉄道が当地を通る計画があったが、2015年度を持って計画が休止となっている。

### バス
東急バス、川崎市交通局の2事業者が、川崎駅、武蔵小杉駅、武蔵中原駅、武蔵溝ノ口駅などの各方面へバスを運行している。

### 道路
- 多摩沿線道路
- 国道409号（府中街道） - 当地のごく近隣を通っている。

## 施設
- 等々力緑地
  - 等々力陸上競技場 - 川崎フロンターレがホームスタジアムとしている。
  - 川崎市等々力球場
  - 川崎市とどろきアリーナ
  - 川崎市市民ミュージアム
  - 等々力緑地釣池

## おもな出身者
- 松島勇気 - ミュージカル俳優

## その他

### 日本郵便
- 郵便番号 : 211-0052[4]（集配局 : 中原郵便局[23]）

### 警察
町内の警察の管轄区域は以下の通りである。
| 番・番地等 | 警察署     | 交番・駐在所 |
| ---------- | ---------- | ------------ |
| 全域       | 中原警察署 | 小杉交番     |